# 정토교

정토교(淨土敎)는 정토종(淨土宗) 또는 정토문(淨土門)으로 불리기도 한다. 정토교는 아미타불의 구원을 믿고, 염불을 외어 서방극락정토(西方極樂淨土)에 왕생(往生)하여 깨달음을 얻는다고 설하는 종파이다.
정토교는 《대무량수경(大無量壽經)》 · 《관무량수경(觀無量壽經)》 · 《아미타경(阿彌陀經)》의 이른바 《정토3부경(淨土三部經)》에 바탕을 두고 인도 불교에서 용수(龍樹) · 세친(世親) 등의 사상적 조직화를 거쳐, 중국 불교에 이르러 발달하였다.
중국 불교에서 정토교는 남북조 시대부터 당나라 시대의 담란(曇鸞: 476~542) · 도작(道綽: 562~645) · 선도(善導: 613~681) 등에 의해 주창되었다. 한국 불교에서 정토교는 남북국 시대 신라에 유행하였는데 원효가 주창하였다.
도작은 "지금이 말법시대로다. 바야흐로 오탁악세에 이르렀으니 오직 정토교 일문(一門)만이 있어 들어가야 할 길이로다"라고 설파하고 구칭염불(口稱念佛) 또는 창명염불(唱名念佛)이라는 누구나 할 수 있는 쉬운 방법이야말로 말법시대에 어울리며 이 방법만이 현실사회에서 유효한 불교적 실천이라고 주장하였다. 이러한 불교적 실천을 전수염불(專修念佛)이라고 한다.

## 중국의 정토교
중국의 불교에서는 동진시대(東晋時代: 317~420)에 여산(廬山)의 혜원(慧遠: 335~417)에 의한 염불결사(念佛結社)로서의 백련사(白蓮社)에서 교단적인 움직임이 있었으나, 참다운 중국의 정토교(淨土敎)로서 구칭염불(口稱念佛)에 의한 극락왕생의 교의를 중심으로 하여 최초로 조직화를 완성한 사람은 담란(曇鸞: 476~542)이었다.
담란은 보리유지(菩提流支: 5세기말~6세기초)가 번역한 《정토론》을 주석하여 《정토론주(淨土論註)》를 저술하여 범부(凡夫)의 왕생은 타력(他力)에 의해야 한다고 주장하고 정토교 교리의 기초를 확립했다. 《관무량수경(觀無量壽經)》에 역설된 염불관(念佛觀)이 담란에 의해 칭명염불(稱名念佛)로 옮겨졌다. 그리고 담란의 사상이 수나라(隋)와 당나라 초기에 걸쳐 활약한 도작(道綽: 562~645)에게 계승되어 《안락집(安樂集)》이라는 정토교의 근본성전(根本聖典)을 낳았다. 그는 불교를 성도(聖道) · 정토(淨土)의 둘로 나누어 말법5탁(末法五濁)의 세상에는 오로지 아미타불에 귀의하여 정토왕생을 기원하는 정토교가 유일한 길이라 했다.
나아가 정토교는 당나라 초기의 선도(善導: 613~681)에 의해 대성되었다. 그리고 이와 동시에 염불(念佛)이 바로 서민 사이에 퍼졌다. 선도는 도작의 가르침을 따라 염불을 실행하여 《관무량수경소(觀無量壽經疏)》를 저술했고, 일반 서민층에 정토교를 깊이 침투시키는 역할을 하였다.
한편, 선도의 계통과는 별도로 자민삼장 혜일(慈愍三藏慧日: 680~748)이 주창한, 선종과 정토교의 가르침이 일치한다는 선정일치(禪淨一致)의 입장에 선 선정토교(禪淨土敎)가 있다.
결국 중국의 정토교에는 여산 백련사(白蓮社)의 혜원류(慧遠流), 담란 · 도작 · 선도의 선도류(善導流), 자민삼장의 자민류 등 3파가 존재했다.
특히 담란은 불교 수행의 길을 난행도(難行道)와 이행도(易行道)로 판별하였는데 이들 중 이행도가 그 후의 정토교의 주류를 이루었다. 한편 선도는 일체행(一切行)을 정행(正行)과 잡행(雜行)으로 판별하여, 일심전념(一心專念)하여 미타(彌陀)의 명호(名號)를 염(念)하는 것을 정행(正行)으로 하고 그 밖의 제행(諸行)을 잡행(雜行)으로 하여 정행만이 왕생(往生)에의 근본도(根本道)임을 역설했다. 이처럼 미타의 명호를 욈으로써 극락에 왕생할 수 있다는 일행전념(一行專念)의 순수한 신앙의 입장은 당나라 시대까지이며, 송나라 시대 이후는 선정쌍수(禪淨雙修: 선정과 염불을 함께 행함)의 입장을 취하게 되었다.

## 한국의 정토교
한국의 정토교(淨土敎)는 신라에 의한 삼국통일 이후의 남북국 시대부터 주로 민중의 지지를 받은 불교의 한 종파이다.
불교 교의에 대한 깊은 연구를 주로 하는 다른 5교의 종파들과 달리 정토교는 아미타불에 귀의한다는 뜻의 "나무아미타불(南無阿彌陀佛)"을 외우는 염불만으로 죽은 후 서방정토(西方淨土), 즉 극락세계(極樂世界)에 갈 수 있다고 주장한다. 무식하고 압박받는 하층 사회에서 환영받은 정토교는 현세에 만족하는 것이 아니라 현세를 고해(苦海)라 여기고, 내세(來世)인 극락에 왕생(往生)하는 것을 소원한다. 이리하여 많은 민중이 현세를 등지고 입산하였으며, 육신의 산 몸으로 하늘을 날아 서방정토로 왕생한다는 설화가 많이 전하게 되었다.
한국 불교에서 정토교가 유행한 것은 신라의 사회적 모순에서 말미암은 것으로, 원효가 주창하였다.

## 같이 보기
- 안락집
- 원효
- 정토(Pure Land)

## 참고 문헌
- 이 문서에는 다음커뮤니케이션(현 카카오)에서 GFDL 또는 CC-SA 라이선스로 배포한 글로벌 세계대백과사전의 내용을 기초로 작성된 글이 포함되어 있습니다.